# John Mubanga
John Mubanga – zambijski piłkarz grający na pozycji bramkarza.

## Kariera klubowa
W swojej karierze piłkarskiej Mubanga grał w klubie Nkana Red Devils.

## Kariera reprezentacyjna
W 1994 roku Mubanga został powołany do reprezentacji Zambii na Puchar Narodów Afryki 1994. Na nim wywalczył z Zambią wicemistrzostwo Afryki. Był rezerwowym i nie rozegrał żadnego spotkania. Nie zadebiutował ostatecznie w kadrze narodowej.